# Vinnetou – Poslední výstřel
Vinnetou – Poslední výstřel (Winnetou III) je závěrečný díl trilogie Vinnetou (ne však filmů) podle předlohy Karla Maye. Film byl natočen v roce 1965, jde o koprodukční film režiséra Haralda Reinla. Natáčelo se již v osvědčené Jugoslávii, například na hoře Mali Alan (ve filmu Nuget-tsil). Ve filmu hráli již dobře známí herci Pierre Brice jako Vinnetou a Lex Barker jako Old Shatterhand. Ve filmu se také objevil Ralf Wolter v roli Sama Hawkense.
Mnoho kritiků i fanoušků zastává názor, že tento film je poslední ze čtveřice nejlepších filmů podle předlohy Karla Maye[zdroj?] z Divokého západu (Poklad na Stříbrném jezeře, Vinnetou a Vinnetou – Rudý gentleman), i když film nemá s knihou mnoho společného.

## Obsah filmu
Vinnetou s Old Shatterhandem jedou do Santa Fe, protože se Vinnetou předtím setkal s mužem, který naprosto bezdůvodně zabíjel bizony a mluvil o tom, že se loviště Apačů dostanou do rukou přistěhovalců, kteří sem přichází z východu. Guvernér jim sdělí, že ze strany Států je vše v pořádku, ale že nějací muži se o to pokouší. Také se dozvědí, že si tito muži naklonili nejvyššího náčelníka Čikarijů a ten jim má pomoci zabrat Vinnetouova loviště. Ve skutečnosti mu dávají alkohol a bezcenné zbraně, takže získají i jeho území.
Vinnetou i Old Shatterhand se tedy vydají zabránit bělochům v jejich úmyslech a plánech. U guvernéra je však vyslechne písař, který vše prozradí banditům a ti nastraží na oba past v blízkém lomu, kde chtějí způsobit jakoby omylem výbuch dynamitu a oba je zabít. Vinnetouův kůň je ale na hrozbu upozorní a oba tedy vyváznou živí. Old Shatterhand se potom vrátí do města, aby zjistil, kdo je chce zabít a Vinnetou jede dál k Čikarijům.
Ve městě se Old Shatterhand dozví o pár lidech, kteří mají s onou událostí něco společného a od nich zjistí, proč je chtěli zabít, a také to, že se ti lidé pokusí chytit Vinnetoua. Neváhá tedy a po několika rvačkách s přesilou banditů vyrazí za svým přítelem. Toho již bandité pronásledují, ale chvíli s nimi jede Old Shatterhandův starý přítel Sam Hawkens a ten je potom Old Shatterhandovi pomůže najít. Vinnetou mezitím vyvázne díky své rychlosti a důvtipu z několika nebezpečných situací po cestě a na Medvědí řece a zabije mnoho banditů, potom ho ale zločinci ve skalách obklíčí a chystají se ho zabít. V tu chvíli ale přijíždí Old Shatterhand (nyní již bez Sama Hawkense, který jel do města, aby odradil přistěhovalce od přátelství s Čikariji a tím zkazil plány banditům) a zachrání ho. V tu chvíli jsou však obklíčeni bojovníky Čikarijů a jedou s nimi do vesnice. Tam se pokusí přemluvit náčelníka a ten se nakonec rozhodne, že počká, až se vrátí jeho syn, Hbitý panter, a ten ať vše rozhodne. Když čekají v táboře Čikarijů, řekne Vinnetou Old Shatterhandovi, že cítí, že brzy zemře. Old Shatterhand mu nechce věřit, ale slova jeho přítele ho znejistí.
Druhý den přivezou bandité v čele s padouchem Rollinsem, kteří Vinnetou pronásledovali, tělo Hbitého pantera a svedou jeho smrt na Vinnetoua. Čikarijové jim uvěří a chtějí Vinnetoua i Old Shatterhanda umučit. V poslední chvíli ale oba dva svou chytrostí zachrání Sam Hawkens, který se vrátí z města a vyděsí pověrčivé indiány ohňostrojem. Vinnetou se Samem potom jedou k Apačům, aby se přichystali na útok Čikarijů a Old Shatterhand zatím telegrafuje z města plného banditů guvernérovi do Santa Fe a prosí ho o pomoc. Když potom přijede do tábora Apačů, vše je již připraveno a boj začíná.
Přijíždí Čikarijové s bandity a po Vinnetouově výzvě, aby tuto zemi opustili, se mnoho jejich koní propadá do pasti, kterou zatím nachystal Sam Hawkens. Tím protivníky oslabí a tak bandité, kteří nemají koně, jedou po vorech na řece Rio Pecos, která teče kolem středu tábora – puebla, a Čikariové jedou z druhé strany. Po řece ale už rozlil Old Shatterhand s Apači petrolej, který nyní zapálí a tím mají bandité další ztráty. Další past je u puebla, kde Vinnetou nachystal střelný prach a pochodeň a zatímco on s Apači jede na Nuget-tsil, kde se ukryjí a počkají na posily. Oslabení protivníci je přesto naleznou a i když k nim zkusí Old Shatterhand promluvit, nastane přestřelka. Do toho přijíždí posily ze Santa Fe, které jsou ale nyní pro bandity, i když to netuší, skvělý cíl. Old Shatterhand je na to výkřikem upozorní, přitom ale vyskočí z úkrytu a zločinec Rollins po něm vystřelí. Do cesty smrtící kulky ale skočí Vinnetou a je smrtelně zraněn. Poté, co vítězí nad indiány i bandity, se Vinnetou loučí s Old Shatterhandem, pro kterého obětoval život, se svým koněm i se svým kmenem a umírá na následky svého zranění na místě, kde před lety zemřel jeho otec a sestra.

## Obsazení
- Pierre Brice jako náčelník všech Apačů Vinnetou (v českém znění Stanislav Fišer)
- Lex Barker jako zálesák nazývaný Old Shatterhand (v českém znění Vladimír Ráž)
- Rik Battaglia jako velitel banditů Rollins (v českém znění Otto Lackovič)
- Carl Lange jako guvernér ze Santa Fe (v českém znění Soběslav Sejk)
- Ralf Wolter jako zálesák Sam Hawkens (v českém znění František Filipovský)
- Dušan Antonijević jako náčelník Čikarijů Bílý Buvol (v českém znění Vladimír Šmeral)
- Veljko Maričić jako zákeřný obchodník s indiánskou půdou Vermeulen (v českém znění Čestmír Řanda)